# Reserva natural del Valle de Iruelas
El Valle de Iruelas es una reserva natural con una superficie total de 8828 ha, ubicada en la provincia española de Ávila, en la comunidad autónoma de Castilla y León. Fue declarada en 1996. Situado en la vertiente norte de la sierra de Gredos, tiene una de la colonias de buitre negro más importantes de Europa por lo que también se encuadra como ZEPA y LIC.

## Fauna y flora

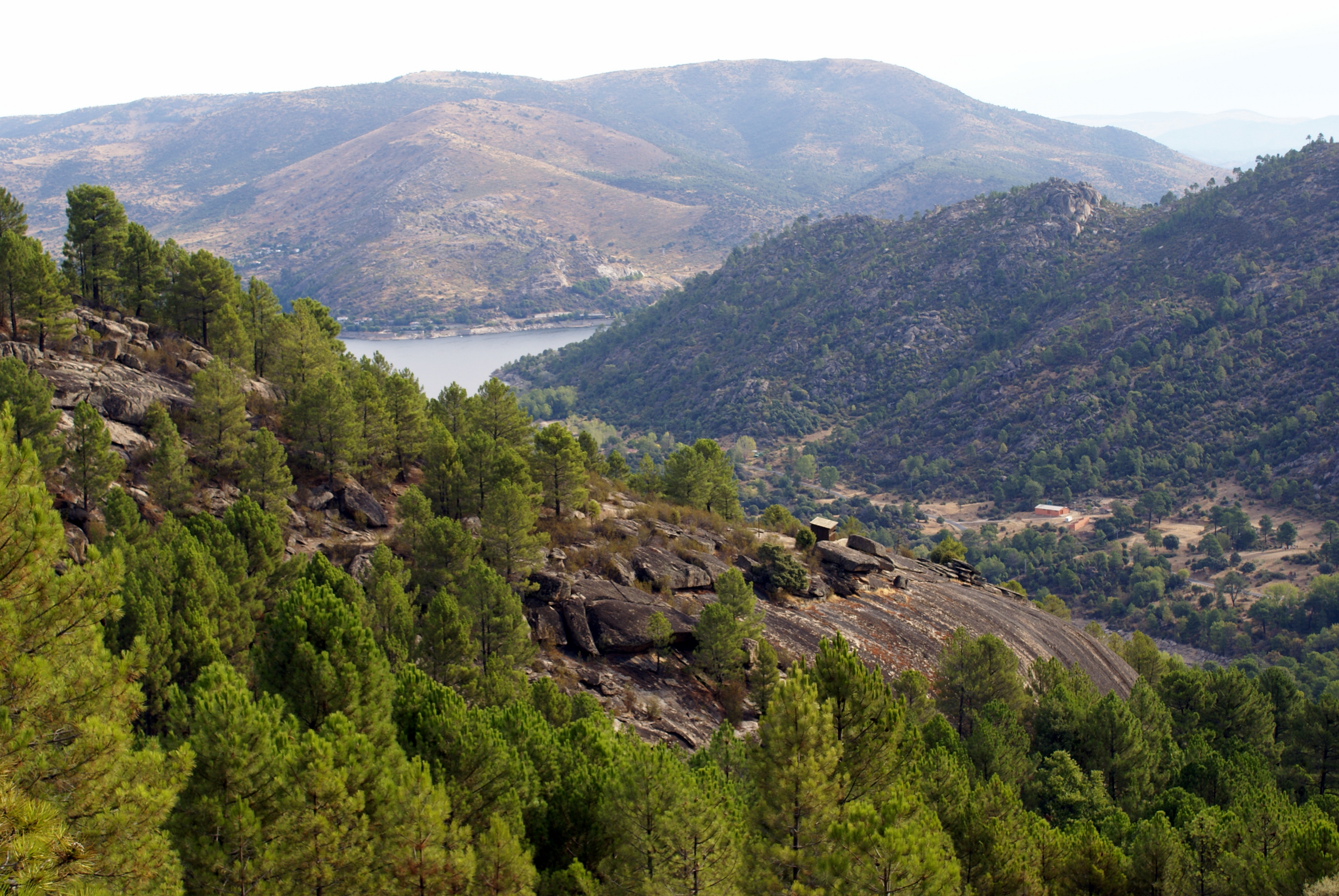
Vistas desde el mirador de buitres de la Senda de la Lancha de las Víboras

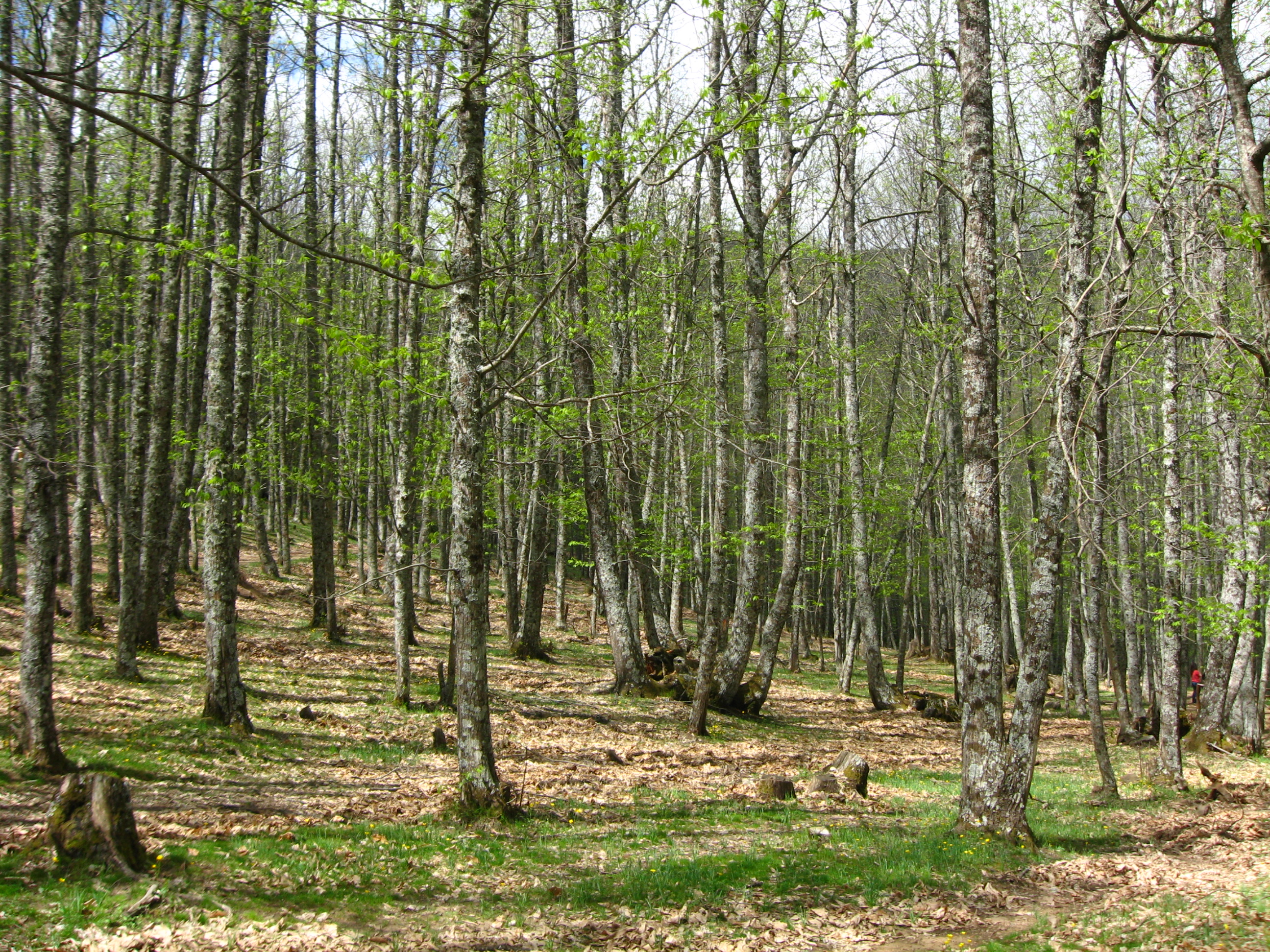
Castañar de El Tiemblo

El valle de Iruelas, perteneciente al Sistema Central, alberga el área de nidificación de buitre negro (Aegypius monachus) más importante de Castilla y León, localizándose en el límite septentrional del área de distribución de esta especie. Al valor que para la conservación del buitre negro tiene el espacio se incorporan asociados los valores de otras especies de la fauna, más de 200 especies de vertebrados, entre la que destaca la presencia de águila imperial (Aquila adalberti) y de la flora con importantes endemismos y formaciones vegetales de especies notables como el tejo (Taxus baccata), acebos (Ilex aquifolium), pinos cascalvos centenarios (Pinus nigra) al borde occidental de su área natural de expansión en la península, olmos de montaña (Ulmus glabra) muy escaso en el Sistema Central, castañares, avellanos, alisedas, enebrales, melojares y encinares.
Listado de la fauna
- Buitre negro (Aegypius monachus)
- Buitre leonado (Gyps fulvus)
- Águila real (Aquila chrysaetos)
- Águila imperial ibérica (Aquila adalberti)
- Aguililla calzada (Hieraaetus pennata)
- Gavilán (Accipiter nisus)
- Arrendajo (Garrulus glandarius)
- Paloma torcaz (Columba palumbus)
- Carbonero común (Parus major)
- Pechiazul (Luscinia svecica)
- Chochín (Troglodytes troglodytes)
- Rabilargo (Cyanopica cooki)
- Zorro (Vulpes vulpes)
- Jabalí (Sus scrofa)
- Ciervo común (Cervus elaphus)
- Corzo (Capreolus capreolus)
- Nutria (Lutra lutra)
- Gato montés (Felis silvestris)
- Garduña (Martes foina foina)
- Gineta (Genetta genetta)
- Víbora hocicuda (Vipera latastei)
- Lagarto ocelado (Lacerta lepida)
- Lagartija roquera (Podarcis muralis)
- Rana patilarga (Rana iberica)
- Tritón ibérico (Triturus boscai)
- Trucha común (Salmo trutta)[2]

Listado de la flora
- Peonía (Paeonia broteri)
- Aguileña (Aquilegia vulgaris)
- Geranio (Geranium sanguineum)
- Narciso de los paetas (Narcissus poeticus)
- Digital (Digitalis purpurea)
- Acebo (Ilex aquifolium)
- Cantueso (Lavandula pedunculata)
- Zarza (Rubus ulmifolius)
- Majuelo (Crataegus monogyna)
- Piorno serrano (Cytisus oromediterraneus)
- Cambrión (Echinospartum barnadesii)
- Enebro de la miera (Juniperus oxycedrus)
- Aliso (Alnus glutinosa)
- Castaño (Castanea sativa)
- Pino laricio o salgareño (Pinus nigra)
- Pino silvestre (Pinus sylvestris)
- Tejo (Taxus baccata)